# Une vie violente (roman)
Pour les articles homonymes, voir Une vie violente.
Une vie violente (en italien Una vita violenta) est un roman de Pier Paolo Pasolini publié en 1959.
Il en a été tiré un film, Une vie violente.